# Jan Garber
Jan Garber (geboren als Jacob Charles Garber, Indianapolis, 5 november 1894 – Shreveport, 5 oktober 1977) was een Amerikaanse bigbandleider in de swing en populaire muziek. Zijn succesvolle jaren waren in de jaren 20 en 30, hij stond in die tijd bekend als "The Idol of the Airwaves" en was even succesvol als bandleiders als Paul Whiteman en Guy Lombardo. In zijn loopbaan heeft hij meer dan 750 platen opgenomen.

## Biografie
Garber, het twaalfde kind in een gezin met dertien kinderen, groeide op in Louisville. Hij studeerde viool aan Coms Conservatory in Philadelphia. Na de Eerste Wereldoorlog speelde hij viool bij het Philadelphia Symphony Orchestra. In 1921 richtte hij met pianist Milton Davis het Garber-Davis Orchestra op. Het orkest had als thuisbasis Atlanta en speelde in het zuiden en zuidoosten van Amerika en was hier erg populair. De band maakte opnames voor Victor Records, waaronder "Oh! Gee, Oh! Gosh, Oh! I'm in Love". Nadat het orkest werd opgedoekt, in 1924, begon Garber een eigen orkest dat dansmuziek speelde, zowel het meer zoete werk als wat pittiger dansmuziek. Met deze groep maakte hij ook opnames voor MCA. Tijdens de Grote Depressie had Garber moeite zijn orkest overeind te houden. In de jaren 30 vormde hij de groep om tot een bigband en speelde hij in ballrooms aan de westkust, tevens maakte hij een reeks succesvolle platen voor Victor Records. Tijdens de Tweede Wereldoorlog ging Garber swingjazz spelen in plaats van zoete muziek in de stijl van Lombardo. Zijn zangeres in die tijd was Liz Tilton, de arrangementen kwamen van de hand van Gray Rains. Na de oorlog ging hij (met een nieuwe band) weer zoetere muziek spelen en opnemen. Midden jaren vijftig verhuisde hij naar Shreveport. Hij leidde tot begin jaren zeventig groepen, zijn laatste show was in Houston. Garber overleed in Shreveport.

## Radio
De "Idol of the Airwaves" speelde in de jaren 20 en 30 voor de radio, met the 1920s and 1930s. Hieronder een selectie van zijn radio-werk:
| Jaar    | Groepsnaam                        | Station of network |
| ------- | --------------------------------- | ------------------ |
| 1922    | Garber's Swiss Garden Orchestra   | WLW                |
| 1926    | Jan Garber and His Musical Clowns | WLW                |
| 1929    | Jan Garber and His Musical Clowns | WABC (CBS)         |
| 1933    | Jan Garber Orchestra              | NBC                |
| 1934    | Jan Garber Orchestra              | KLRA               |
| 1935-36 | Jan Garber Orchestra              | WOR                |
| 1939    | Jan Garber Orchestra              | Mutual             |

Garber had tevens enige tijd een eigen, kwartier-durend radioprogramma, dat 5 dagen per week werd uitgezonden, de Jan Garber Show. Garber trad tevens talloze keren op in de radioshow van Burns and Allen.

## Discografie
- Favorite American Waltzes - 10" LP Coral (CRL 56001) (mono) - (1950)
- Street of Dreams Decca (DL 4191 en 74191 (stereo)) – (19xx)
- College Songs Everybody Knows Decca (DL 4319) – (19xx)
- Dance to the Songs Everybody Knows Decca (DL 4119 en 74119 (stereo)) – (19xx)
- Catalina Nights Decca (DL 4032 en 74032 (stereo)) – (19xx)
- You Stepped Out of a Dream Decca (DL 4143 en 74143 (stereo)) – (19xx)
- Everybody Dance with Jan Garber and His Orchestra Decca (DL 4066 en 74066 (stereo)) – (19xx)
- Dance Program Decca (DL 4196 en 74196 (stereo)) – (19xx)
- Moods - Coral (CB 20028, eerder verschenen op Decca) - (1973)
- "Dancing Under the Stars" (Decca) DL 4443 (19xx)
- "Dance at Home" (Decca) DL 8482 (1957 Mono)
- "Designed for Dancing" (Decca) DL 8484
- "Dinah" (Capitol) 804 5285-Z (1947)[5]
- "Confidentially" Capitol) 804 5284-Y (1947)[6]
- "Garden of Waltzes" (Capitol) EBF 365 (1952)
- "Long Ago (and Far Away)" (WDR Feature) 1002
- "People Will Say We're in Love" (WDR Feature) 1002

## Bandleden
- Bob Davis (zanger)[7]
- Verne Byers (contrabas)
- Julio Maro (zanger)
- Steve Brooks (zanger)
- Janis M. Garber (dochter/zangeres, ook bekend als Kitty Thomas)
- Freddie Large (saxofoon, vanaf 1932)
- Frank Macauley (contrabas, vanaf 1934)
- Loren Holding (saxofoon)
- Jack Gifford (zanger)
- Thelma Gracen (zangeres)
- Julie Vernon (zangeres)
- Bob Hames (gitaar)
- Don Cherry (zanger)
- Frank Bettencourt (trombone, dirigent en arrangeur)
- Douglas Roe (piano)
- Gardner Hitchcock (drums)